# Вернер Гартманн
Вернер Гартманн (нім. Werner Hartmann; 11 грудня 1902 — 26 квітня 1963) — німецький офіцер, один з перших підводників крігсмаріне, капітан-цур-зее. Кавалер Лицарського хреста Залізного хреста з дубовим листям.

## Біографія
У 1919 році вступив на флот. Командував міноносцями «Зееадлер» і «Альбатрос». У 1935 році перейшов в підводний флот. З 11 травня 1936 року — командир підводного човна U-26. Помічником Гартманна служив Гюнтер Прін. Учасник Громадянської війни в Іспанії. З 25 вересня 1938 року — командир підводного човна U-37, який входив до складу 6-ї флотилії ПЧ «Собаки». На U-37 він здійснив 3 бойові походи (провівши в морі в цілому 86 днів). У перші дні війни, не залишаючи командування човном, очолив 2-у флотилію підводних човнів. Гартманн був одним з перших, хто на практиці реалізовував тактику «вовчих зграй». 6 травня 1940 року переведений на посаду 1-го заступника начальника оперативного штабу Верховного командування ВМС (ОКМ). З листопада 1940 року — начальник 2-го факультету Морської академії і командир 2-ї навчальної дивізії підводних човнів, а з грудня 1941 по жовтень 1942 року — командир 27-ї флотилії підводних човнів. 3 листопада 1942 року призначений командиром одного з найбільших підводних човнів — U-198 (Тип IX-D2). На ньому Гартманн здійснив 200-денний бойовий похід. 15 січня 1944 року став керівником підводних човнів у Середземному морі. Дії його човнів були високо оцінені. Після втрати німцями баз у Середземномор'ї деякий час перебував не при справах, поки 14 лютого 1945 року не був призначений командиром 6-го морського полку (сформованого з підводників) у складі 2-ї дивізії морської піхоти і протягом двох тижнів виконував обов'язки командира дивізії. Всього за час військових дій потопив 26 суден загальною водотоннажністю 115 337 брт. Після війни недовго служив у бундесмаріне.

## Звання
- Кадет (1 квітня 1921)
- Фенріх-цур-зее (1 квітня 1923)
- Обер-фенріх-цур-зее (1 квітня 1925)
- Лейтенант-цур-зее (1 жовтня 1925)
- Оберлейтенант-цур-зее (1 липня 1927)
- Капітан-лейтенант (1 жовтня 1933)
- Корветтен-капітан (1 липня 1937)
- Фрегаттен-капітан (1 квітня 1943)
- Капітан-цур-зее (1 квітня 1943)

## Нагороди
- Медаль «За вислугу років у Вермахті»
  - 4-го і 3-го класу (12 років; 2 жовтня 1936) — отримав 2 нагороди одночасно.
  - 2-го класу (18 років; 1 квітня 1939)
- Орден морських заслуг (Іспанія) 2-го класу для штабних офіцерів (21 серпня 1939)
- Залізний хрест 2-го і 1-го класу (8 листопада 1939) — отримав 2 нагороди одночасно.
- Нагрудний знак підводника з діамантами
  - знак (7 грудня 1939)
  - діаманти (1944)
- Двічі відзначений у Вермахтберіхт (1 березня і 19 квітня 1940)
- Лицарський хрест Залізного хреста з дубовим листям
  - лицарський хрест (9 травня 1940) — 8-й кавалер в крігсмаріне і 4-й в підводному флоті.
  - дубове листя (№ 645; 5 листопада 1944) — 27-й кавалер в крігсмаріне і 27-й в підводному флоті.
- Нагрудний знак «За поранення» в чорному (1942)